# Eugen Karl von Knorre
Eugen Karl von Knorre (* 12. Oktoberjul. / 24. Oktober 1848greg. in Mykolajiw; † 15. Oktoberjul. / 28. Oktober 1917greg. in Moskau) war ein Brückenbauingenieur.
Der Sohn des Astronomen Karl Friedrich Knorre studierte in Deutschland und am Eidgenössischen Polytechnikum in Zürich Ingenieurwesen.
1890 war er mit Problemen der städtischen Infrastruktur befasst. 
1891 verfasste er mit Wladimir Grigorjewitsch Schuchow ein Buch über die Wasserversorgung Moskaus. 
Für seine Eisenbahnbrücke der Transsibirischen Eisenbahn über den Jenissei in Krasnojarsk erhielt er auf der Weltausstellung in Paris 1900 eine Goldmedaille.
1903 legte er mit P. I. Balinskij, der schon 1888 Holzbrücken über den Amu-Darja gebaut hatte, einen Plan für eine Moskauer Untergrundbahn vor.